# Mossarottjärnen, Västerbotten
Mossarottjärnen är en sjö i Skellefteå kommun i Västerbotten och ingår i Bureälven-Mångbyåns kustområde.